# Home escorpí
L'home escorpí és una figura mitològica present diversos mites dels accadis, com ara l'Enuma Elix i la versió babilònica de l'Epopeia de Guilgameix i també a altres relats mesopotàmics.
Té la part superior d'home i la inferior d'escorpí i és un guardià de llocs ocults o sagrats que ataca qui intenta entrar-hi sense ser-ne mereixedor. La figura ha passat a la cultura popular, com prova la seva aparició en llibres i jocs de rol i fantasia. L'home escorpí va ser creat per Tiamat per lluitar contra diversos déus menors que havien traït al seu company Apsu. A l'Epopeia de Guilgameix fan guàrdia davant de les portes de Xamaix, el déu-Sol, a les muntanyes de Maixu, que es troben a l'entrada del Kurnugi, la terra de la foscor. Les representacions gràfiques els mostren amb pinces a les mans, amb ales, i de vegades amb un arc i fletxes.
Els homes escorpí obren les portes que vigilen cada dia, perquè surti el sol, i les tanquen quan el déu torna a l'inframón a la nit. Avisen als viatgers dels perills que trobaran si passen les portes. El seu cap arriba al cel, son terrorífics i «la seva mirada és la mort».